# Michael Ealy
Michael Ealy, född Michael Brown 3 augusti 1973 i Silver Spring, Maryland, är en amerikansk skådespelare.
Ealy har haft ett kort förhållande med Halle Berry. Han är mest känd som Darwyn Al-Sayeed i Sleeper Cell. År 2015 spelade Ealy seriemördaren "Theo" under säsong 3 i TV-serien The Following.
I oktober 2012 gifte sig Ealy med Khatira Rafiqzada. Paret har tillsammans en son och en dotter.